# Бурятская государственная сельскохозяйственная академия
Бурятская государственная сельскохозяйственная академия имени В. Р. Филиппова (бур. В.Р. Филипповэй нэрэмжэтэ Буряадай гүрэнэй хүдөө ажахын дээдэ һургуули) — федеральное государственное бюджетное образовательное учреждение высшего образования, один из ведущих учебных и научных центров Сибири и Дальнего Востока России.

## История
Первоначально, в соответствии с Постановлением коллегии Народного Комиссариата Земледелия Союза ССР от 13 августа 1931 года № 38, был создан Агропедагогический институт в Бурят-Монгольской Республике. Впоследствии он менял своё название и в 1961 году стал Бурятским сельскохозяйственным институтом.
В апреле 1995 года по результатам государственной аттестации Бурятский сельскохозяйственный институт был переименован в Бурятскую государственную сельскохозяйственную академию.
4 марта 1998 года Постановлением правительства Республики Бурятия № 79 Бурятской государственной сельскохозяйственной академии было присвоено имя Василия Родионовича Филиппова.
Приказом МСХ РФ от 23 мая 2011 года № 132 «О переименовании ФГОУ ВПО и их филиалов» переименована в федеральное государственное бюджетное образовательное учреждение высшего профессионального образования «Бурятская государственная сельскохозяйственная академия имени В. Р. Филиппова».

## Структура
В структуру Бурятской ГСХА входят:
5 факультетов — 
1. «Агробизнес и межкультурные коммуникации» (экономический),
2. «Агрономический»,
3. «Ветеринарной медицины»,
4. «Инженерный»,
5. «Технологический»,

2 института — 
1. «Институт непрерывного образования»,
2. «Институт землеустройства, кадастров и мелиорации»,

Агротехнический колледж, подразделения учебно-научно-производственной, научно-исследовательской и производственно-хозяйственной деятельности. 
Также подразделения и объекты социальной сферы: учреждения культурно-образовательного, спортивно-оздоровительного и лечебно-профилактического назначения.
С января 2019 года издается газета «Вестник Академии».

## Руководители
До 1950 года — директоры, затем — ректоры:
1. Хабаев Морхоз Петрович (1931—1935)
2. Шантанов Карп Халбаевич (1935)
3. Широковский Михаил Васильевич (1935—1937)
4. Борисов Гавриил Никитич (1937—1939)
5. Иванов Александр Иванович (1939—1941)
6. Омельченко Тимофей Макарович (1944—1952)
7. Филиппов Василий Родионович (1952—1958)
8. Барнаков Николай Васильевич (1958—1962)
9. Филиппов Василий Родионович (1962—1969)
10. Миронов Ким Дмитриевич (1969—1977)
11. Балдуев Андрей Цыренович (1977—1997)
12. Попов Александр Петрович (1997—2013)
13. Калашников Иван Анисимович (2013—2019)
14. Дареев Галсан Евгеньевич (2019—2021)
15. Цыбиков Бэликто Батоевич (2021 — наст. время)

## Галерея

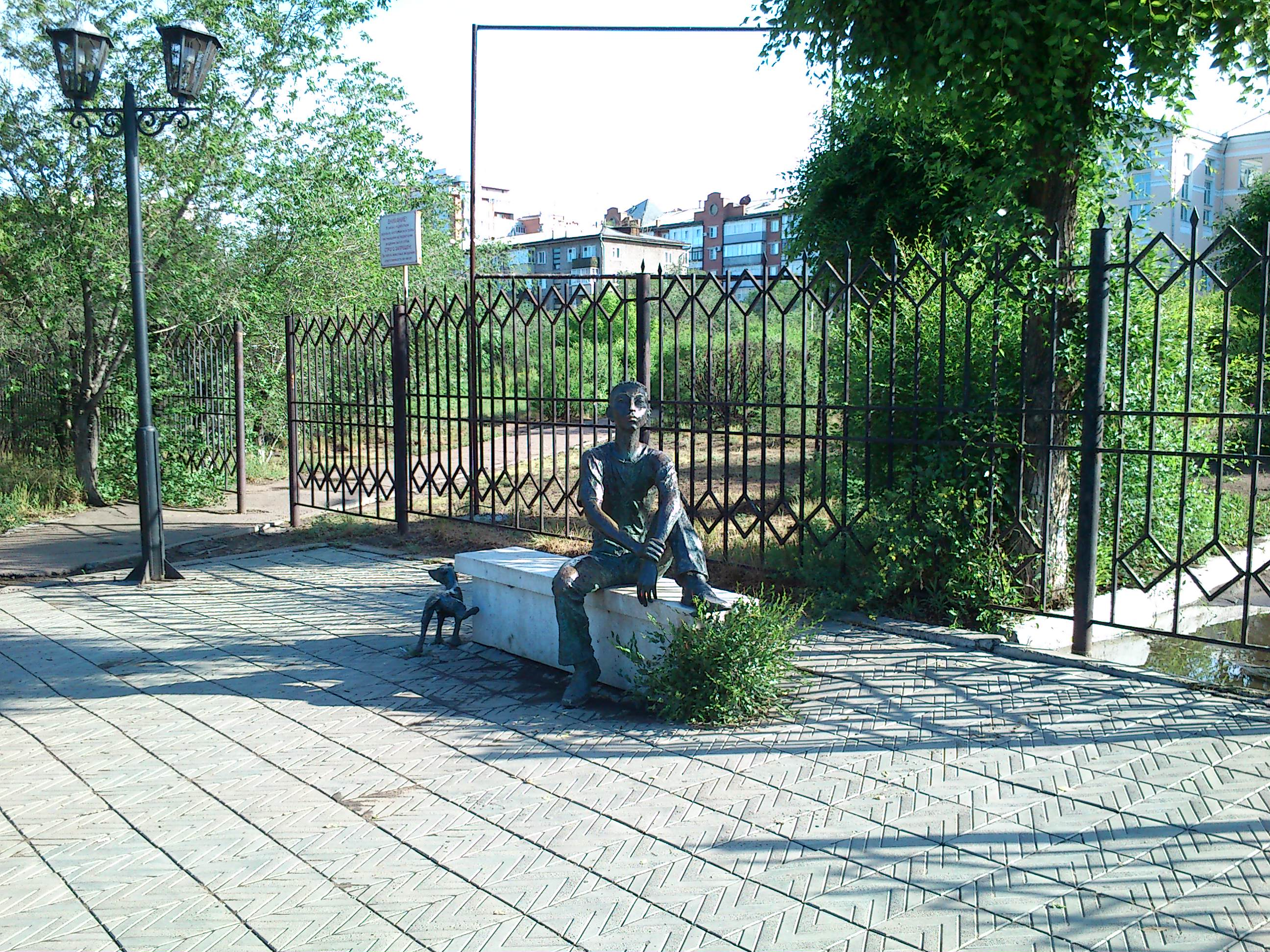
Скульптура студенту БГСХА
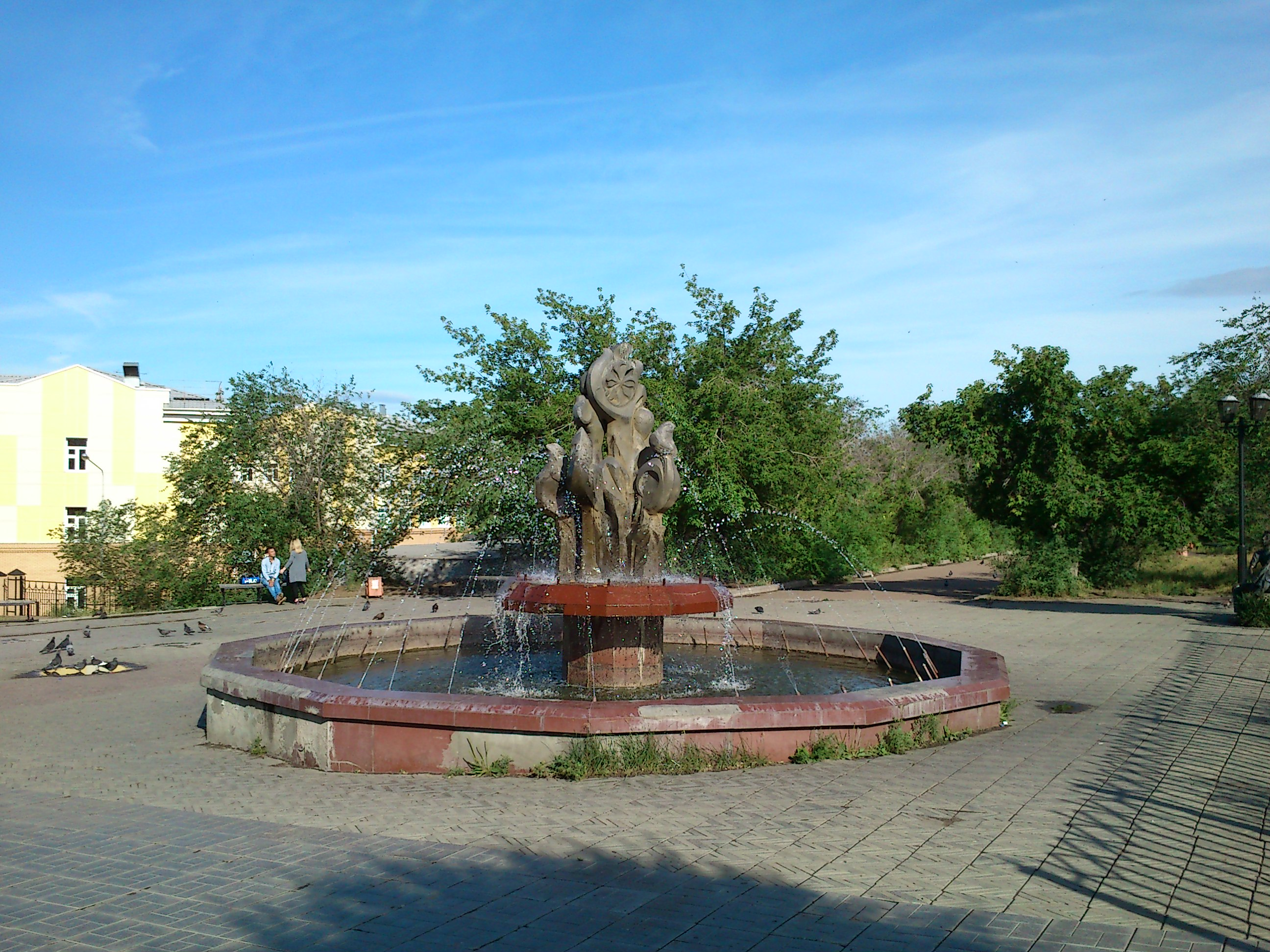
Фонтан рядом с БГСХА
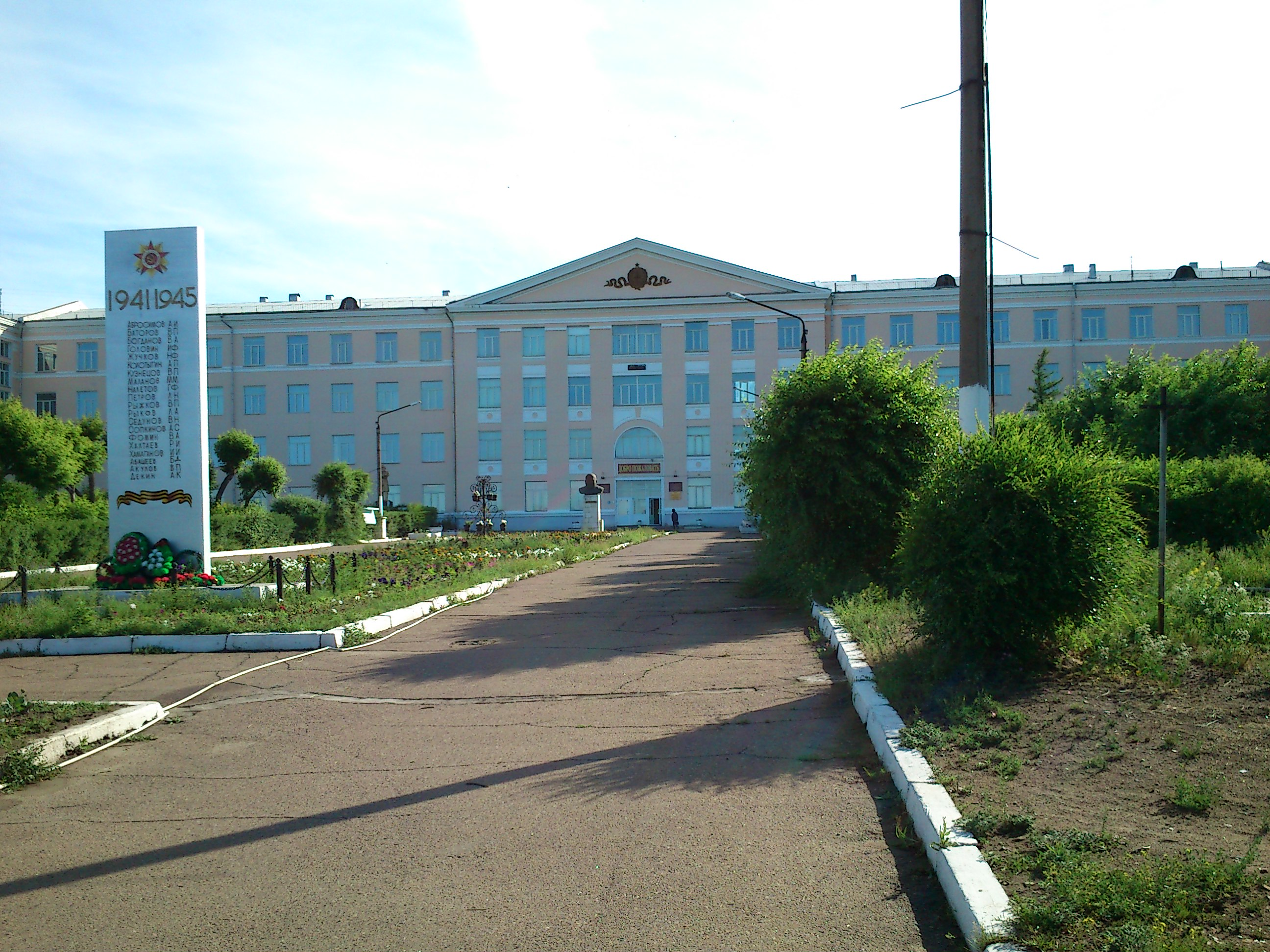
БГСХА
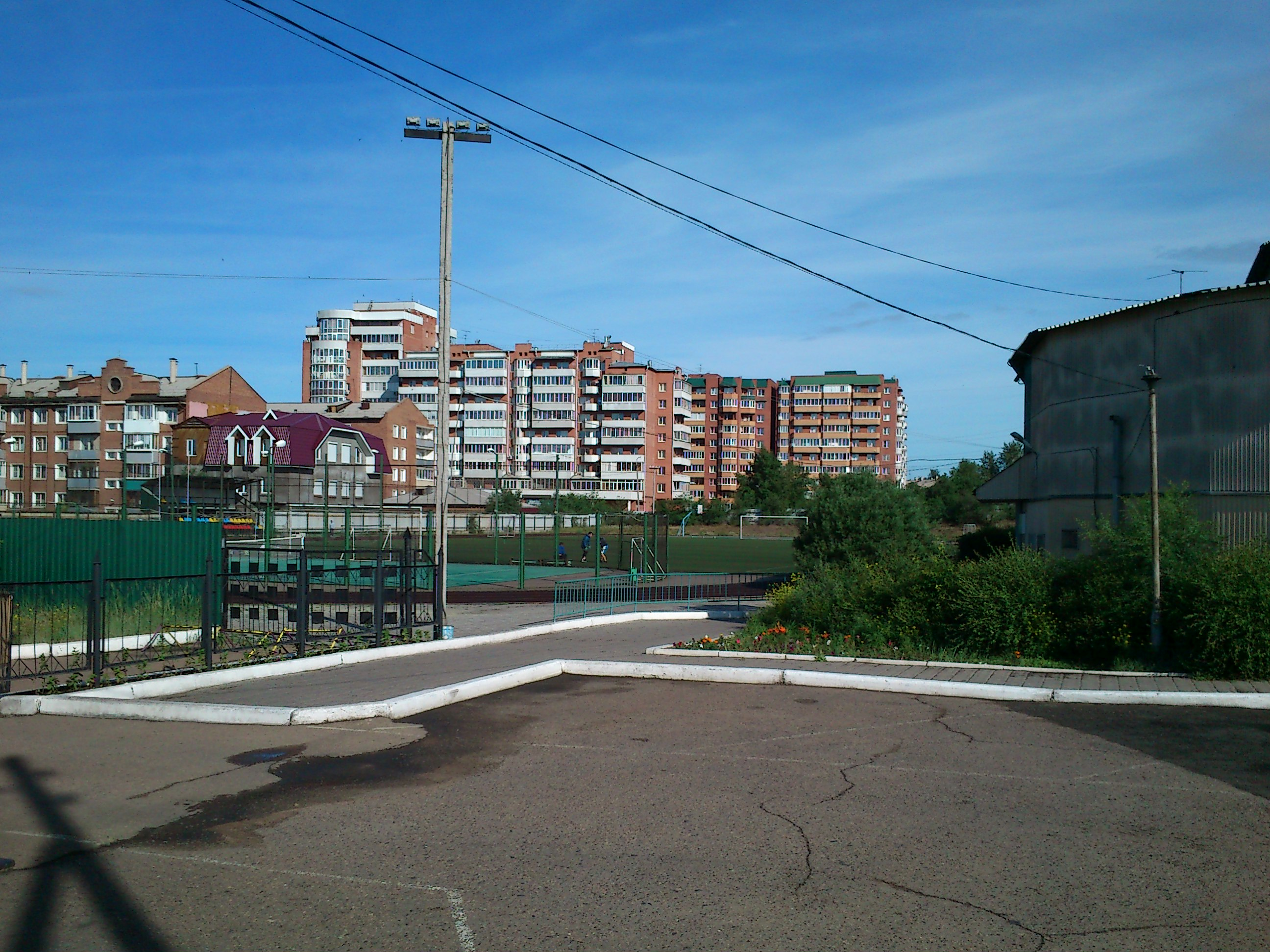
Спорт-центр БГСХА